# Sovrasterzo
Con sovrasterzo si indica il comportamento di un autoveicolo che durante la percorrenza di una curva tende a percorrere una traiettoria più stretta di quella voluta dal guidatore. Se si verifica una repentina perdita di aderenza dell'asse posteriore, si ha il fenomeno del testacoda o sbandata.

## Cause

Sovrasterzo: in verde la traiettoria corretta

Il fenomeno è più frequente per le auto sportive e quelle a trazione posteriore quando erroneamente viene imposta all'auto una brusca accelerazione scaricando a terra la potenza del veicolo (sovrasterzo di potenza); in queste condizioni le ruote posteriori perdono aderenza causando una rotazione del veicolo attorno al proprio asse e conseguentemente una curva più stretta del previsto (se non previsto). Il sovrasterzo si verifica altrettanto anche in caso di brusca decelerazione o brusca sterzata nella percorrenza della curva, indipendentemente dal tipo di trazione del mezzo. Nel caso di una brusca decelerazione, la perdita di aderenza non è dovuta all'eccessiva forza motrice, bensì allo spostamento della forza peso verso le ruote anteriori che, alleggerendo il retrotreno, riduce l'aderenza delle ruote posteriori; nel caso di una brusca sterzata, l'energia cinetica accumulata dal veicolo non risulta così elevata da impedire che si accenni la sterzata ma sufficiente affinché la parte posteriore del veicolo, facilitata dal fatto che è più leggera di quella anteriore, slitti in maniera più o meno incontrollata. Ovviamente gli effetti si sommano in caso di brusche frenata e sterzata contemporaneamente, ma solo se quest'ultima avviene verso l'interno della curva, altrimenti va a bilanciare l'effetto della prima, riducendo il sovrasterzo.
Pur mantenendo traiettoria e velocità regolari, il sovrasterzo si riscontra altresì nelle curve o peggio se queste presentano pendenza, dipendentemente dal coefficiente di aderenza della strada e dalla velocità del mezzo, proprio per il fatto che l'auto tende a seguire una traiettoria rettilinea durante la curva. Nelle strade in pendenza, la forza-peso si sposta sulle ruote anteriori o posteriori, diminuendo quindi l'aderenza delle une o delle altre opposte, fattore determinante nella tenuta di strada tanto che le gomme con un'impronta maggiore sopportano velocità superiori prima di andare in sovrasterzo.

## Tecniche correttive

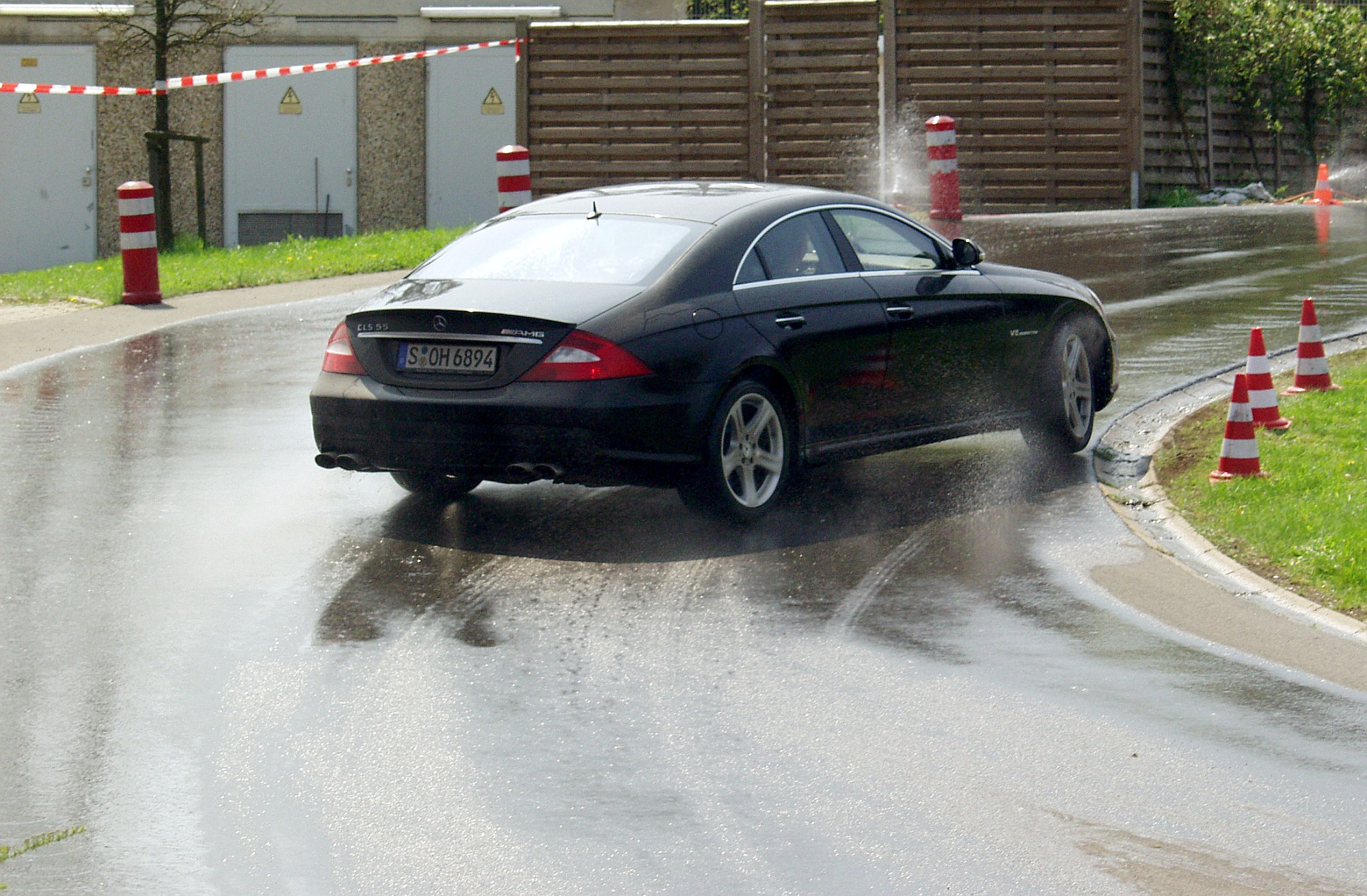
Esempio di sovrasterzo in cui, specialmente in condizioni di scarsa aderenza come sul bagnato, la vettura tende a sbandare al retroreno allargando con il posteriore la traiettoria

La correzione avviene mediante la tecnica del controsterzo, cioè bilanciando la tendenza dell'auto a sbandare indirizzando le ruote anteriori in senso opposto a quello della curva e sfruttando il gas in maniera diversa a seconda della trazione: con una trazione anteriore si tenderà ad accelerare per aiutare il muso a seguire la traiettoria voluta, mentre con una trazione posteriore sarà necessario alleggerire la pressione in maniera da permettere alle ruote posteriori di recuperare l'aderenza. Anche frenare aiuta, purché si mantenga la rotazione degli pneumatici (quindi evitando di premere a fondo il pedale del freno in veicoli sprovvisti di ABS) e si continui a bilanciare il sovrasterzo col controsterzo; la frenata causa perdita di aderenza ma risulta più efficace in caso di velocità non troppo elevate e se la tecnica correttiva necessita di essere effettuata in brevi spazi (ad esempio per evitare di uscire dalla strada o eventuali urti).
Queste sono manovre che necessitano particolare perizia e allenamento poiché vanno effettuate in maniera molto rapida sullo sterzo ed estremamente precisa sull'acceleratore o sul freno (per evitare di sbilanciare ulteriormente la vettura) e dipendono da velocità, aderenza e peso del mezzo: oltre una determinata velocità o sotto una certa soglia di aderenza gli effetti del sovrasterzo non possono essere corretti.

### Scodate

schema descrittivo di una serie di scodate

In caso di sovrasterzo ed eccessiva correzione, il veicolo può riprendere eccessivamente ed in modo brusco aderenza, portando il mezzo a sovrasterzare sul lato opposto, ripetendo la correzione in modo eccessivo, il fenomeno si ripresenterà, in inglese quest'evenienza dinamica viene chiamata "fishtailing".

## Ausili
Nella produzione delle autovetture attuali viene tenuto in debita considerazione questo problema di stabilità e sono sempre più all'ordine del giorno i dispositivi elettronici studiati per contrastare il fenomeno, quali ad esempio il controllo elettronico della stabilità.